# Любешівський район
Любеші́вський райо́н — колишній район Волинської області України. Район був розташований на північному сході Волинської області. Межував на півночі з Білоруссю (Берестейська область), на заході — з Ратнівським районом, на південному заході — з Камінь-Каширським, на південному сході — з Маневицьким районами; на сході межував з Рівненською областю (Зарічненський і Володимирецький райони).

## Історія
Любешівський район Волинської області УРСР було утворено згідно з Указом Президії Верховної ради УРСР 18 січня 1940 року.
У Любешівському районі цивільні органи управління ОУН діяли в 20 % населених пунктів.
У 1962 році у зв'язку з укрупненням адміністративно-територіальних одиниць він був включений до складу Камінь-Каширського району, а 4 січня 1965 року — відновлений. 05.02.1965 Указом Президії Верховної Ради Української РСР передано Видертську, Ворокомлівську, Пнівненську та Тоболівську сільради Любешівського району Волинської області до складу Камінь-Каширського району, а Залізницьку та Судченську Дубровицького району Рівненської області — до складу Любешівського району Волинської області.
86 відсотків населення проживає в сільській місцевості. Промисловість розвинена слабо, значну роль відіграє сільське господарство. Адміністративний центр — селище міського типу Любешів, невелике містечко, розташоване за 137 км від обласного центру (м. Луцьк). Найближча залізнична станція розташована на відстані близько 50 км у м. Камінь-Каширський. У районі нараховується 47 населених пунктів, об'єднаних в одну селищну і 20 сільських рад.

## Клімат
Клімат району — помірно континентальний. Любешівський район є одним із найвологіших районів Полісся, його природні умови типові для Поліської зони і характеризуються помірно вологим кліматом з порівняно прохолодним літом і м'якими, часто нестійкими зимами. Середньорічна температура становить + 7 °C, січня — −4.8 °C. липня — + 18,2 °C. Абсолютний максимум температури повітря +36,9 °C (10.08.1992), абсолютний мінімум −37,2 °C (12.01.1950). Сума річних опадів в середньому становить 501 мм, за вегетаційний період випадає 330—380 мм. Рекордна кількість опадів за рік — 807,4 мм (1974) (норма 599 мм), найменше опадів випало у 1961 р. (268,5 мм).

## Географія
Див. також Адміністративний устрій Любешівського району
Значний вплив на клімат району має велика кількість річок. На території району знаходяться озера Біле, Люб'язь річки Прип'ять, Цир, Турія, Коростянка, Стохід.
У районі 33 % території займають ліси, 20 % — болота, 2 % — вода, 1 % — пісок. Зустрічаються луки, вересові і журавлинні місцевості. Цінні природні угруповання мають природоохоронне значення. 18,7 відсотки території району займають заповідні зони. У 1995 році було створено Регіональний ландшафтний парк «Прип'ять — Стохід» загальною площею близько 45 тис. га, в тому числі 22 628 га на території Любешівського району та 21 700 га на території сусіднього Зарічненського району Рівненської області. Проте фактична його діяльність розпочалась лише з 2002 року завдяки фінансуванню Франкфуртським зоологічним товариством. 13 серпня 2007 року Президент України підписав указ про створення національного природного парку «Прип'ять-Стохід» з підпорядкуванням його Міністерству охорони навколишнього природного середовища України[2]. На території парку росте 550 видів вищих рослин та зустрічається 219 видів хребетних тварин, 26 видів рослин і 18 видів тварин занесено до Червоної книги України.
На території району за приблизними оцінками розташовані запаси деяких корисних копалин — близько 10 млн м3 торфу, понад 5 млн м3 піску, а також близько 500 тис. м3 білої та 1 млн м3 сірої глини. За попередніми оцінками, експлуатаційні запаси підземних вод становлять 69,3 млн м3.

## Економіка
Відстань від райцентру (смт. Любешів) до обласного центру (м. Луцьк) становить 137 км. Протяжність автомобільних доріг місцевого значення в районі становить 273 км (районні дороги) та 83 км (територіальні дороги). З них 3,8 км — асфальтобетонні, 102,8 км чорно-щебневі, 150,7 км — біло-щебневі, 54,6 км — бруківка,44,7 км — ґрунтові.
Територією району прокладено газопровід високого тиску протяжністю 32 км. Підведено газ і ведуться роботи з газифікації п'яти населених пунктів району.
Загальна потужність чотирьох трансформаторних підстанцій в районі 22,2 МВт, завантаженість яких становить 0,17 %.
Зв'язок загального користування — 387 км. Забезпеченість населення основними домашніми телефонними апаратами на 100 сімей: міського телефонного зв'язку — 49,4 одиниць, сільського телефонного зв'язку — 10,6 одиниць. Покриття території району мобільним зв'язком становить — 100 %.
На території району діють два промислових підприємства: хлібокомбінат Любешівської РСС, ЗАТ «Стохід», які виробляють хліб, хлібобулочні, ковбасні, кондитерські вироби, безалкогольні напої, прищіпку для білизни, пиломатеріали, на ЗАТ «Стохід» освоєно випуск нової продукції — пошиття жіночих костюмів. У 2006 році промисловими підприємствами вироблено продукції в порівняльних цінах на 1237 тис.грн.
Промисловість будівельних матеріалів представлена силікатним заводом СМП «Любешівагробуд», який випускає силікатну цеглу, піноблоки, тротуарну плитку.
В поліграфічній галузі працює товариство з обмеженою відповідальністю «Любешівська районна друкарня». Основною продукцією є виготовлення бланків, інших поліграфічних матеріалів.
Підприємства сфери обслуговування в районі представлені 15 суб'єктами підприємництва, з яких 3 юридичні особи, 11 фізичних осіб та одна філія, в яких зайнято 45 чоловік. Це приватне підприємство «Любешівсервіс», приватне підприємство «Фотон», приватне підприємство «Либідь», філія підприємства «Побутрадіотехніка» а також ряд підприємців, якими надаються швейні послуги, перукарські, послуги ремонту одягу і взуття, послуги прання білизни, послуги лазні.
Певне місце у народногосподарському комплексі району займає лісове господарство, ведення якого здійснюється двома господарствами: Державним підприємством «Любешівське лісомисливське господарство» та Любешівським міжгосподарським спеціалізованим лісогосподарським підприємством, у яких знаходяться відповідно 51,3 та 48,7 відсотка площ лісового фонду району, або площа господарств яких становить відповідно 29,7 та 22,7 тис. га. Підприємства виробляють пиломатеріали, консервовану продукцію. Обсяг виробленої продукції у 2006 році цими підприємствами склав 5,6 і 3,0 млн грн. відповідно.
Підприємства торгівлі представлені трьома споживчими товариствами, спільним підприємством громадського харчування, райспоживспілкою, а також здійснюють торговельно-посередницьку діяльність підприємці району. Реалізовується продукція через заклади торгівлі, яких нараховується 162 одиниці, заклади громадського харчування — 14 одиниць, а також на ринку селища Любешів та торгові ряди в населених пунктах району. Обсяг товарообігу підприємств роздрібної торгівлі та ресторанного господарства за 2006 рік становив 28,6 млн грн., в розрахунку на одного жителя району в середньому за місяць реалізовано товарів на 64,9 гривні.
Сільськогосподарське виробництво є найважливішою функціональною ланкою в господарському комплексі району. На території району діє 12 сільськогосподарських виробничих кооперативів, одне сільськогосподарське приватне підприємство, 5 фермерських господарств, одноосібні господарства населення району. Працюють насіннєві господарства з виробництва насіння картоплі, зернових культур, такі як ПСВК «Колос», державна сортовипробна станція, представництво об'єднання «Сортонасіннєовоч», племінна ферма з вирощування свиней СГПП «Дружба», племрепродуктори з вирощування ВРХ м'ясних порід в СВК «Зоря» та ПСВК «Колос».
Основними галузями сільського господарства в районі є: картоплярство, вирощування зернових культур, м'ясо-молочне тваринництво.

## Сільське господарство

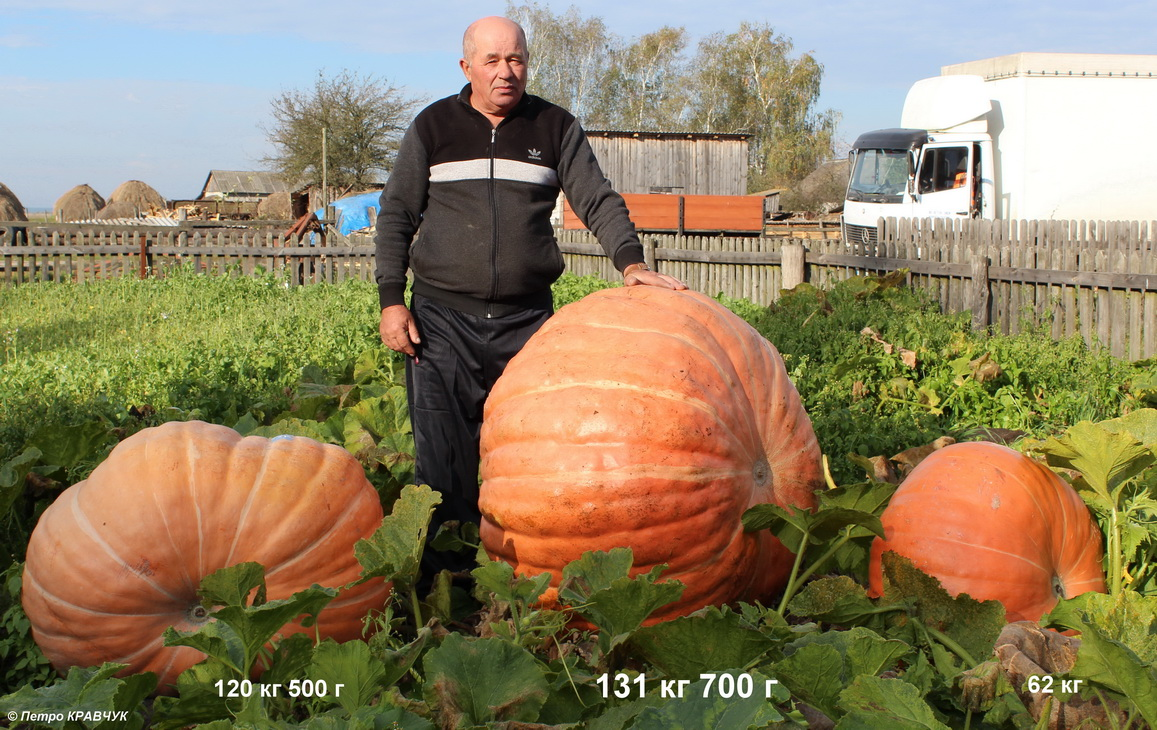
Григорій Абрамович з рекордним українським гарбузом вагою 131 кг 700 г (2014 р., сорт Атлантичний гігант Діла)

В районі нараховується 22 сільськогосподарських підприємства різних форм власності з них 9 фермерських господарств. Станом на 1 січня 2007 року в районі нараховувалось 11827 особистих селянських господарств.
Площа сільськогосподарських угідь становить 48,1 тис. га з них 22,7 тис. га ріллі.

Станом на 1 липня 2007 року площа зернових культур до збирання в районі становить 10325 га, в тому числі:
- 2383 га — в сільськогосподарських підприємствах
- 7942 га в особистих селянських господарствах

Під посів урожаю 2008 року відведені насінницькі посіви на площі 878 га., що дає можливість засипати заплановану кількість елітного репродуктивного насіння, а саме 5,2 тис. ц. озимих та 3,6 тис. ц ярих зернових по сільськогосподарських підприємствах.
Посівна площа сільськогосподарських культур району в 2007 році склала 21486,1 га, зокрема по сільськогосподарських підприємствах 3868,1 га, а саме зернові і зернобобові — 7942 га, ріпак — 322 га, картопля — 101 га, кормові культури — 1010 га. В особистих селянських господарствах площа посіву рівна 17618 га, а в розрізі рівна: зернові і зернобобові — 7942 га, картопля — 5323 га, овочі — 695 га, кормові культури — 3590 га.

### Найкращі досягнення
У 1978 і 1982 роках за високі досягнення у вирощуванні картоплі район було нагороджено перехідним Червоним прапором ЦК КПРС, Ради Міністрів СРСР, ВЦРПС та ЦК ВЛКСМ.

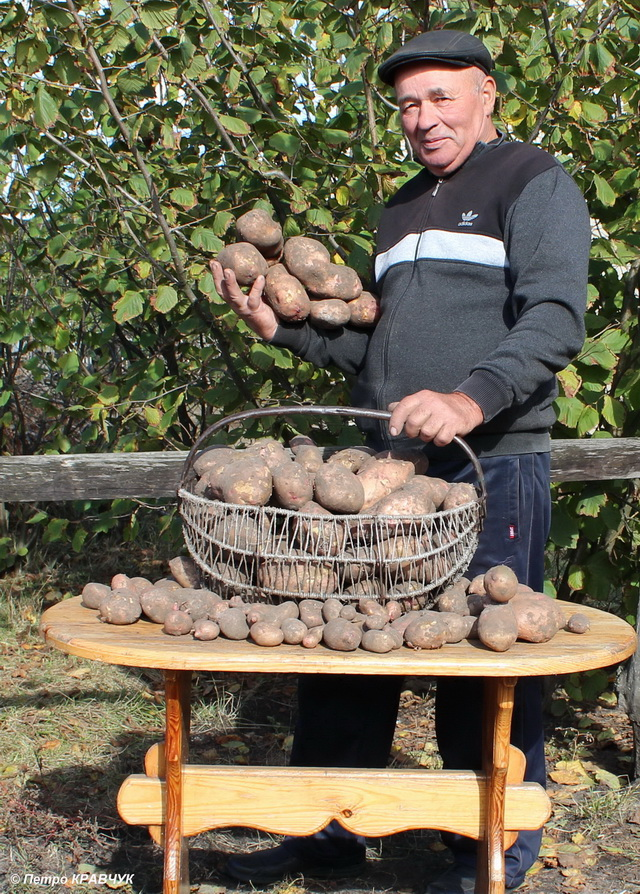
Григорій Абрамович з рекордним урожаєм від однієї картоплини (сорт Слов'янка) — 25 кг 820 г.

Рекордних успіхів серед працівників сільського господарства району досягли такі хлібороби:
- Абрамович Григорій Миколайович виростив у селі Люб'язь найбільший в Україні гарбуз вагою 131 кг 700 г (2014 р., сорт Атланичний гігант Діла)[6][7][8] У 2016 році він зібрав найбільший в Україні урожай з однієї картоплини (сорт Слов'янка) — 25 кг 820 г.[9][10] Його кормова бруква, вагою 9,5 кілограма, вирощена у 1998 році, занесена до «Книги рекордів Волині», як найкраще досягнення волинських хліборобів.[11]

- Абрамович Василь Миколайович виростив у селі Люб'язь найбільший в Україні кошик соняшника, який мав діаметр 47 сантиметрів. Рекордсмен 17 вересня 1995 року демонструвався у Любешеві на виставці, присвяченій Дню селища.[12]

- Абрамович Анастасія Миколаївна виростила у селі Люб'язь у 1999 році найбільшу на Волині цибулину вагою 940 грамів.[13]

- Корець Лариса Григорівна у 1999 році виростила найбільший на Волині плід перцю овочевого (солодкого) вагою 300 грамів.[14]

## Транспорт
Територією району проходять такі автошляхи: Р14, Т 0304, Т 0308 та Т 0311.
Залізничне сполучення відсутнє.

## Освіта
Любешівський районний відділ освіти було створено у грудні 1939 року. Під час Другої світової війни формування освітньої мережі в районі перервалося, воно було відновлене лише в 1944 році. У серпні 1945 року було затверджено мережу шкіл району. У 1952 році відбувся перший випуск учнів, які здобули середню освіту. Їх було всього 10: 7 юнаків і 3 дівчини.
На даний час у районі діє 10 освітніх програм, виконується 3 комплексних плани. Загалом у районі функціонує 47 закладів освіти. Серед них 36 ЗОШ, 1 НВК, 2 позашкільних, 8 дошкільних навчальних закладів, є дитяча юнацька спортивна школа, будинок дитячої юнацької творчості. Новим кроком у здобутті якісної освіти школярами стало відкриття у 2005—2006 навчальному році на базі Любешівської ЗОШ навчально-виховного комплексу. Педагогічний колектив району налічує 758 чол. З них 19 вчителів-методистів, 51 старший учитель, 154 педагоги мають вищу категорію. У загальноосвітніх школах навчається 5806 учнів. Результатом підтвердження роботи є кількість переможців обласних, Всеукраїнських конкурсів (3 роки поспіль район нагороджується грамотою облуон за зайняте ІІІ місце за результатами участі в усіх конкурсах учнівської творчості, а в 2006 р. — І місце). У 48 гуртках будинку дитячої та юнацької творчості (БДЮТ) навчається 775 дітей, які займаються різними видами мистецтва, спортом, туризмом та краєзнавством, науково-технічним конструюванням, народними ремеслами тощо. У районній дитячій юнацько-спортивній школі (ДЮСШ) займається 626 учнів. 225 учнів району навчаються у класах з поглибленим вивченням предметів (математика — 49, хімія — 36, історія — 62, українська мова та література — 12, іноземна мова — 96).
Згідно з програмою інформатизації шкіл району на 2006 рік придбано 53 одиниці комп'ютерної техніки на суму 344,3 тис. грн. Любешівський НВК, В.Курінська, В.Глушанська, Бірківська, Седлищенська, Люб'язівська, М.Глушанська, Залаззівська, Деревківська ЗОШ І-ІІІ ст. підключені до мережі Інтернет, що становить 30 відсотків від кількості ЗОШ І-ІІ та І-ІІІ ст.
У районній ДЮСШ підготовлено 2 майстри спорту міжнародного класу, 2 майстри спорту України, понад 10 кандидатів у майстри спорту. Троє вихованців Любешівської ДЮСШ є членами збірної команди України, 16 — членами збірної команди області.

## Спорт

### Найкращі досягнення
- 1990 р. Збірна району з футболу стала переможцем першості області та володарем Кубка облради «Колос».

## Природно-заповідний фонд

### Національні природні парки
Прип'ять-Стохід (загальнодержавного значення).

### Гідрологічні заказники
Березичівський, Бірківський, Великоглушанський, Ветлівський, Гірківський, Прип'ятський-1, Прип'ятський-2, Прип'ятський-3, Рогізненський, Седлищенський, Цирський, Ямно.

### Загальнозоологічні заказники
Тоболівський.

### Лісові заказники
Білоозерський, Дольський, Пнівенський, Рись.

### Орнітологічні заказники
Новочервищанський.

### Ботанічні пам'ятки природи
В'язівенська, Група дубів-1, Група дубів-2, Ділянка лісу-1, Ділянка лісу-2, Сосна Веймутова.

### Парки-пам'ятки садово-паркового мистецтва
Любешівський.

## Політика
25 травня 2014 року відбулися Президентські вибори України. У межах Любешівського району були створені 44 виборчі дільниці. Явка на виборах складала — 72,00 % (проголосували 18 826 із 26 148 виборців). Найбільшу кількість голосів отримав Петро Порошенко — 47,71 % (8 981 виборців); Юлія Тимошенко — 17,26 % (3 250 виборців), Олег Ляшко — 16,91 % (3 184 виборців), Анатолій Гриценко — 4,54 % (854 виборців), Сергій Тігіпко — 3,43 % (646 виборців). Решта кандидатів набрали меншу кількість голосів. Кількість недійсних або зіпсованих бюлетенів — 0,69 %.

## Почесні громадяни Любешівського району
Рішенням Любешівської районної ради засновано почесне звання «Почесний громадянин Любешівського району». Лауреатам вручається посвідчення, нагрудний знак та стрічка.
Список лауреатів:
- Пасевич Іван Григорович (посмертно).[16]

## Постаті, пов'язані з районом
- Борисюк Валентина Іванівна (н. 15.09.1961) — заслужений працівник фізичної культури і спорту України (2018), перша чемпіонка СРСР серед жінок зі спортивної ходьби (1980), директор Любешівської ДЮСШ.
- Бренчук Олексій Іванович — історик, педагог, краєзнавець. Відмінник народної освіти УРСР.
- Вознюк Володимир Денисович — суддя Конституційного суду України.
- Володимир (Мельник) — архієпископ Володимир-Волинський і Ковельський Володимир (у миру — Костянтин Павлович Мельник) — архієрей Української Православної Церкви (Московського Патріархату), Володимир-Волинської єпархії УПЦ (МП).
- Герець Михайло Іванович (*1925) — діяч української діаспори у США, член уряду Української Народної Республіки в екзилі.
- Гречко Ірина Олексіївна — заслужена артистка України (2015), артистка-вокалістка академічного ансамблю народної музики «Візерунок» Тернопільської обласної філармонії.
- Комзюк Анатолій Трохимович (н. 15.05.1960 у с. Дольськ) — Проректор ХНУВС з наукової роботи, доктор юридичних наук, професор, полковник міліції.
- Кравчук Віктор Оксентійович — заслужений юрист України, голова Господарського суду Волинської області (2002—2012).
- Кравчук Петро Авксентійович (н. 12.07.1947 у с. Гірки) — Почесний громадянин селища Любешева (перший серед жителів селища), літератор, краєзнавець.
- Ковальчук Андрій Трохимович — Герой України.
- Лукашик Степан Іванович - політик, державний діяч.
- Мирончук Валентина Олександрівна — майстер спорту України зі спортивної ходьби.
- Мартинюк Адам Іванович (н. 16.08.1950 у с. Ветли) — колишній перший заступник Голови Верховної Ради України (обирався чотири рази), Почесний громадянин селища Любешева.
- Малафіїк Іван Васильович — професор, доктор педагогічних наук.
- Мацерук Григорій Гнатович — український письменник і журналіст.
- Савчук Валентина Миколаївна (н. 16.01.1975 у с. Залаззя) — учасниця XXVII Олімпійських ігор, установила 8 рекордів України зі спортивної ходьби на 5, 10, 15 км, чемпіонка України в інд. заліку на дист. 10 км (1996, 1997), 20 км (2001).

### Гості району
- Юлія Тимошенко — український політик, премє'р-міністр України.
- Олексій Федоров — двічі герой Радянського Союзу, командир Чернігівсько-Волинського партизанського з'єднання
- Левко Лук'яненко — український дисидент і політик часів СРСР; політик та громадський діяч, народний депутат України. Герой України. Автор Акту про Незалежність України.

## Пам'ятки
- Перелік пам'яток історії Любешівського району
- Перелік пам'яток археології Любешівського району
- Пам'ятки архітектури Любешівського району

## Цікаве про події у районі
- Закладини нової школи в Гірках (1 вересня 2011 р.)
- Наклеп селищного голови Петра Хомича. [Архівовано 9 червня 2014 у Wayback Machine.]
- Любешівська міліція. [Архівовано 29 вересня 2016 у Wayback Machine.]
- Волинське телебачення про Любешівську дамбу.